# ZNF238
ZNF238‏ (Zinc finger and BTB domain containing 18) هوَ بروتين يُشَفر بواسطة جين ZNF238 في الإنسان.